# Nhandu cerradensis
Nhandu cerradensis é uma espécie de aranha pertencente à família Theraphosidae (tarântulas).

## Outros
Lista das espécies de Theraphosidae (Lista completa das Tarântulas.)